# Shintarō Abe
Shintaro Abe (安倍 晋太郎 Abe Shintarō?, Shinjuku, Tokio, Japón, 29 de abril de 1924 — Bunkyō, Tokio, Japón, 16 de mayo de 1991) fue un político japonés de la prefectura de Yamaguchi.
Era el hijo mayor del miembro del Parlamento Kan Abe. Estuvo casado con Yoko Kishi, hija del primer ministro Nobusuke Kishi. Su segundo hijo, Shinzo Abe, fue primer ministro de Japón dos veces, desde 2006 hasta 2007 y de 2012 a 2020. Shintaro Abe era uno de los miembros más importantes del  Partido Liberal Democrático (PLD).
Dirigió una importante facción del PLD y ocupó diversos cargos tanto en el partido como en el Gabinete. Fue nombrado ministro de Agricultura, Silvicultura y Pesca, ministro de Comercio y, algo más tarde, en julio de 1986, ministro de Asuntos Exteriores en el gobierno de Yasuhiro Nakasone.
Abe fue uno de los principales candidatos a suceder a Nakasone como primer ministro en 1987, hasta que se le dejó a un lado por Noboru Takeshita, jefe de una facción rival poderosa. A continuación, se le dio el cargo de Secretario General del partido. En 1988, sus posibilidades de ser designado primer ministro en un futuro próximo se vieron frustradas una vez más por culpa del escándalo Recruit, que obligó a Abe como el Secretario General del partido en diciembre de 1988. Aunque pareció que Abe iba a recuperar su influencia política, murió de cáncer de hígado antes de que pudiera ofrecerse para el puesto de primer ministro de Japón.